# Pionenta ochreata
Pionenta ochreata là một loài bướm đêm thuộc họ Geometridae. Nó được biết đến ở Arizona và New Mexico.
Sải cánh dài khoảng 26 mm. Con trưởng thành bay từ giữa tháng 5 đến tháng 8 in riparian canyons và dry coniferous forest lên đến độ cao 2.560 mét. There is probably more than 1 generation per year.

## Hình ảnh

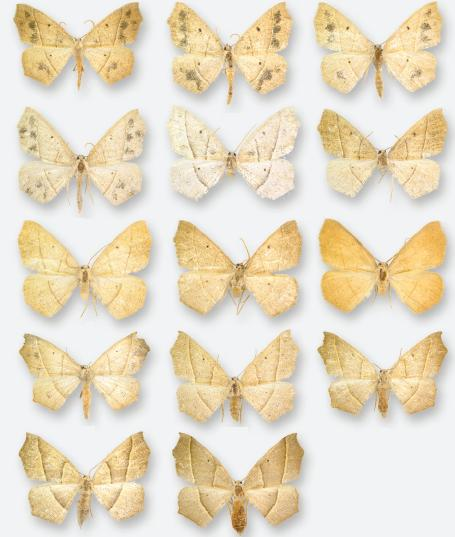
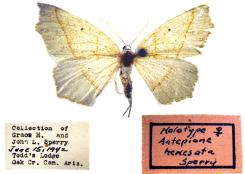
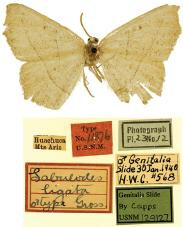